# Споделен живот
„Споделен живот“ (на английски: My Sister's Keeper) е американски филм от 2009 година на режисьора Ник Касавитис, с участието на Камерън Диас, Абигейл Бреслин, София Василиева и Алек Болдуин. Филмът е направен по книгата на Джоди Пико, „Споделен живот“.

## Сюжет
Внимание:  Текстът по-долу разкрива сюжета на произведението (или части от него)!
По-голямата дъщеря в семейството на Сара (Камерън Диас) и Брайън (Джейсън Патрик) – Кейт (София Василева). Тя се нуждае от много грижи и се налага родителите ѝ да създадат още едно момиченце със специални качества. Ражда се Ана, чийто живот неизбежно и непрестанно е свързан с този на Кейт. Двете живеят един споделен живот, докато малката Ана решава, че не издържа повече и подава съдебен иск срещу родителите си. В житейската игра се включва и адвокат, който ще изиграе важна роля при вземането на решения.

## Актьорски състав
- Абигейл Бреслин – Анна Фитцджералд
- Камерън Диас – Сара Фитцджералд
- Джейсън Патрик – Брайън Фитцджералд
- София Василиева — Кейт Фитцжералд
- Евън Елингсън — Джеси Фитцджералд
- Алек Болдуин – Кембъл Александър

## „Споделен живот“ в България
На 19 януари 2014 г. се излъчва за пръв път по bTV с български дублаж за телевизията. Екипът се състои от:
| Роля                | Изпълнител                                                                         |
| ------------------- | ---------------------------------------------------------------------------------- |
| Преводач            | Боряна Петрова-Дешева                                                              |
| Режисьор на дублажа | Кирил Бояджиев                                                                     |
| Тонрежисьор         | София Георгиева                                                                    |
| Озвучаващи актьори  | Даниела Горанова Светлана Смолева Ася Рачева Александър Воронов Станислав Димитров |

## Номинации
- 3 номинации за Най-добра актриса